# Daheitingreservoaren
Daheitingreservoaren eller Daheiting Shuiku (大黑汀水库) är en reservoar i Luanfloden i Kina.   Den ligger i provinsen Hebei, i den östra delen av landet, 160 km öster om huvudstaden Peking. Daheiting Shuiku ligger 132 meter över havet. Arean är 19,5 kvadratkilometer. Trakten runt Daheiting Shuiku består till största delen av jordbruksmark. Den sträcker sig 17,2 kilometer i nord-sydlig riktning, och 6,1 kilometer i öst-västlig riktning.
Följande samhällen ligger vid Daheiting Shuiku:
- Songling (52 277 invånare)